# Kõveri
Kõveri es una localidad situada en el municipio de Saarde, en el condado de Pärnu, Estonia. Según el censo de 2021, tiene una población de 10 habitantes.
Está ubicada al sur del condado, cerca de la frontera con Letonia y con el condado de Viljandi.